# Ms. Olympia
Ms. Olympia è una competizione internazionale di bodybuilding, destinata alle donne ed organizzata annualmente dal 1980 al 2014 e ripresa nel 2020, dalla Federazione internazionale dei BodyBuilders (in inglese International Federation of BodyBuilders o IFBB).

## Storia
La competizione si è tenuta per la prima volta nel 1980 e dal 2000 viene organizzata parallelamente alla gara gemella di Mr. Olympia.
Nel 2000 è stata introdotta una suddivisione per classi di peso (Lightweight e Heavyweight). Dal 2001 tra le vincitrici delle due rispettive categorie viene scelta la vincitrice assoluta. Nel 2005 le due categorie sono state tolte e la gara è ritornata al suo formato originale. Le culturiste che hanno vinto un maggior numero di titoli sono Iris Kyle (10 vittorie), Lenda Murray (8 vittorie), Cory Everson (6), Andrea Shaw(5) e Kim Chizevsky (4).
La competizione dal 2014 al 2019 non venne più disputata ed al suo posto si tenne la Rising Phoenix World Championships, competizione strutturata in maniera identica al Ms. Olympia e che defacto ne è la continuazione; quaesto fino al 2019 quando la competizione sospesa venne reintrodotta. A questo punto a causa della ridondanza tra regole e sistema di punteggio la Rising Phoenix World Championships cambiò il proprio sistema diventando l'equivalente del Ms. International.
Nel 2020, Andrea Shaw, una outsider reduce dalle sue precedenti vittorie del 2020 agli Omaha Pro e ai Rising Phoenix World Championships, ha sconfitto Helle Trevino e Margaret Martin, entrambe ex detentrici del titolo Ms. Rising Phoenix, e ha ottenuto il titolo di Ms. Olympia.

## Risultati

### Vincitrici
| Anno | Primo posto                                                                 | Secondo posto                              | Terzo posto                             | Luogo                  |
| ---- | --------------------------------------------------------------------------- | ------------------------------------------ | --------------------------------------- | ---------------------- |
| 1980 | Rachel McLish                                                               | Auby Paulick                               | Lynn Conkwright                         | Filadelfia             |
| 1981 | Ritva Elomaa                                                                | Rachel McLish                              | Lynn Conkwright                         | Filadelfia             |
| 1982 | Rachel McLish                                                               | Carla Dunlap                               | Ritva Elomaa                            | Atlantic City          |
| 1983 | Carla Dunlap                                                                | Candy Csencsits                            | Inger Zetterqvist                       | Warminster             |
| 1984 | Corinna Everson                                                             | Rachel McLish                              | Mary Roberts                            | Montréal               |
| 1985 | Corinna Everson                                                             | Mary Roberts                               | Diana Dennis                            | New York               |
| 1986 | Corinna Everson                                                             | Clare Furr                                 | Ellen van Maris                         | New York               |
| 1987 | Corinna Everson                                                             | Ellen van Maris                            | Beverley Francis                        | New York               |
| 1988 | Corinna Everson                                                             | Anja Langer                                | Beverley Francis                        | New York               |
| 1989 | Corinna Everson                                                             | Sandy Riddell                              | Beverley Francis                        | New York               |
| 1990 | Lenda Murray                                                                | Beverley Francis                           | Anja Langer                             | New York               |
| 1991 | Lenda Murray                                                                | Beverley Francis                           | Laura Creavalle                         | Los Angeles            |
| 1992 | Lenda Murray                                                                | Laura Creavalle                            | Shelley Beattie                         | Chicago                |
| 1993 | Lenda Murray                                                                | Denise Rutkowski                           | Laura Creavalle                         | New York               |
| 1994 | Lenda Murray                                                                | Laura Creavalle                            | Debbie Muggli                           | Atlanta                |
| 1995 | Lenda Murray                                                                | Kim Chizevsky                              | Natalia Murnikoviene                    | Atlanta                |
| 1996 | Kim Chizevsky                                                               | Lenda Murray                               | Natalia Murnikoviene                    | Chicago                |
| 1997 | Kim Chizevsky                                                               | Lenda Murray                               | Yolanda Hughes                          | New York               |
| 1998 | Kim Chizevsky                                                               | Yolanda Hughes                             | Ondrea Gates                            | Praga, Repubblica Ceca |
| 1999 | Kim Chizevsky                                                               | Ondrea Gates                               | Laura Creavalle                         | Secaucus               |
| 2000 | Valentina Chepiga (Heavyweight (HW)) Andrulla Blanchette (Lightweight (LW)) | Ondrea Gates (HW) Brenda Raganot (LW)      | Lesa Lewis (HW) Renee Casella (LW)      | Las Vegas              |
| 2001 | Juliette Bergmann (Sia OA & LW) Iris Kyle (HW)                              | Andrulla Blanchette (LW) Ondrea Gates (HW) | Dayana Cadeau (LW) Yaxeni Oriquen (HW)  | Las Vegas              |
| 2002 | Lenda Murray (OA & HW) Juliette Bergmann (LW)                               | Iris Kyle (HW) Valentina Chepiga (LW)      | Ondrea Gates (HW) Fannie Barrios (LW)   | Las Vegas              |
| 2003 | Lenda Murray (OA & HW) Juliette Bergmann (LW)                               | Iris Kyle (HW) Dayana Cadeau (LW)          | Yaxeni Oriquen (HW) Denise Masino (LW)  | Las Vegas              |
| 2004 | Iris Kyle (OA & HW) Dayana Cadeau (LW)                                      | Lenda Murray (HW) Denise Masino (LW)       | Yaxeni Oriquen (HW) Marja Lehtonen (LW) | Las Vegas              |
| 2005 | Yaxeni Oriquen                                                              | Iris Kyle                                  | Dayana Cadeau                           | Las Vegas              |
| 2006 | Iris Kyle                                                                   | Dayana Cadeau                              | Annie Rivieccio                         | Las Vegas              |
| 2007 | Iris Kyle                                                                   | Dayana Cadeau                              | Yaxeni Oriquen                          | Las Vegas              |
| 2008 | Iris Kyle                                                                   | Betty Viana-Adkins                         | Yaxeni Oriquen                          | Las Vegas              |
| 2009 | Iris Kyle                                                                   | Heather Armbrust                           | Debi Laszewski                          | Las Vegas              |
| 2010 | Iris Kyle                                                                   | Yaxeni Oriquen                             | Debi Laszewski                          | Las Vegas              |
| 2011 | Iris Kyle                                                                   | Yaxeni Oriquen                             | Brigita Brezovac                        | Las Vegas              |
| 2012 | Iris Kyle                                                                   | Debi Laszewski                             | Yaxeni Oriquen                          | Las Vegas              |
| 2013 | Iris Kyle                                                                   | Alina Popa                                 | Debi Laszewski                          | Las Vegas              |
| 2014 | Iris Kyle                                                                   | Alina Popa                                 | Debi Laszewski                          | Las Vegas              |
| 2020 | Andrea Shaw                                                                 | Margaret Martin                            | Helle Trevino                           | Orlando                |
| 2021 | Andrea Shaw                                                                 | Helle Trevino                              | Margaret Martin                         | Orlando                |
| 2022 | Andrea Shaw                                                                 | Angela Yeo                                 | Helle Trevino                           | Las Vegas              |
| 2023 | Andrea Shaw                                                                 | Angela Yeo                                 | Alcione Barreto                         | Orlando                |
| 2024 | Andrea Shaw                                                                 | Angela Yeo                                 | Ashley Lynette Jones                    | Las Vegas              |

Medaglie per Nazione
| Pos.   | Paese                 | Oro | Argento | Bronzo | Totale |
| ------ | --------------------- | --- | ------- | ------ | ------ |
| 1      | Stati uniti d'America | 40  | 33      | 26     | 99     |
| 2      | Paesi bassi           | 4   | 1       | 1      | 6      |
| 3      | Venezuela             | 1   | 3       | 7      | 11     |
| 4      | Canada                | 1   | 3       | 2      | 6      |
| 5      | Regno unito           | 1   | 1       | 0      | 2      |
| 5      | Ucraina               | 1   | 1       | 0      | 2      |
| 7      | Finlandia             | 1   | 0       | 2      | 3      |
| 8      | Australia             | 0   | 2       | 3      | 5      |
| 9      | Germania              | 0   | 1       | 1      | 2      |
| 10     | Romania               | 0   | 1       | 0      | 1      |
| 10     | Svizzera              | 0   | 1       | 0      | 1      |
| 12     | Lituania              | 0   | 0       | 2      | 2      |
| 13     | Brasile               | 0   | 0       | 1      | 1      |
| 13     | Slovenia              | 0   | 0       | 1      | 1      |
| 13     | Svezia                | 0   | 0       | 1      | 1      |
| Totale | Totale                | 49  | 47      | 47     | 143    |

### Podio (Ms. Rising Phoenix)
| Year | Ms. Rising Phoenix champions | Secondo posto   | Terzo posto           |
| ---- | ---------------------------- | --------------- | --------------------- |
| 2015 | Margaret Martin              | Helle Trevino   | Debi Laszewski        |
| 2016 | Margaret Martin              | Sheila Bleck    | Alina Popa            |
| 2017 | Helle Trevino                | Sheila Bleck    | Yaxeni Oriquen-Garcia |
| 2018 | Alina Popa                   | Margaret Martin | Sheila Bleck          |
| 2019 | Helle Trevino                | Margaret Martin | Irene Andersen        |
| 2020 | Andrea Shaw                  | Helle Trevino   | Monique Jones         |
| 2021 | Andrea Shaw                  | Helle Trevino   | Mona Poursaleh        |
| 2022 | Andrea Shaw                  | MayLa Ash       | Michaela Aycock       |
| 2023 | Andrea Shaw                  | Angela Yeo      | Michaela Aycock       |
| 2024 | Angela Yeo                   | Andrea Shaw     | Ashley Lynette Jones  |